# Röbergshagemossen
Röbergshagemossen är ett naturreservat i Nora och Örebro kommuner i Örebro län.
Området är naturskyddat sedan 2014 och är 65 hektar stort. Reservatet omfattar en sträcka av Skymhyttebäcken och består av våtmarker, tallsumpskog och lövrik barrblandskog. Mossen är en fjärilslokal för väddnätfjärilen.